# Plecia lusca
Plecia lusca är en tvåvingeart som beskrevs av Fitzgerald 2004. Plecia lusca ingår i släktet Plecia och familjen hårmyggor.
Artens utbredningsområde är Nya Kaledonien. Inga underarter finns listade i Catalogue of Life.